# Fabio Ulloa
Fabio Renan Ulloa Castillo (* 20. August 1976 in Tela) ist ein ehemaliger honduranischer Fußballspieler.

## Vereinskarriere
Die Profikarriere von Fabio Ulloa begann 1994 beim honduranischen Rekordmeister CD Olimpia. Elf Jahre spielte der Innenverteidiger für den Erfolgsklub und gewann mit seiner Mannschaft sieben Mal die Liga Nacional de Fútbol de Honduras sowie zahlreiche weitere Titel. Bei seinem späteren Verein CD Águila gewann er zudem einmal die Meisterschaft von El Salvador.

## Nationalmannschaft
Bei der Junioren-Fußballweltmeisterschaft 1995 gehörte er zum Kader seines Landes und kam bei der 2:3-Niederlage gegen den späteren Turnierdritten Portugal einmalig zum Einsatz. In dieser Partie erhielt Fabio Ulloa in der 29. Minute einen Platzverweis. Im Gegnerteam spielten spätere Stars wie Dani oder Nuno Gomes. Zwischen 1994 und 2006 gehörte Fabio Ulloa gelegentlich zum Kader der Honduranischen A-Nationalmannschaft. Unter anderem absolvierte er fünf Spiele beim Central American Cup 1997, bei dem auch die späteren honduranischen Stars Amado Guevara oder Wilmer Velásquez mit zum Kader gehörten.

## Erfolge
- Honduranischer Meister: 1996, 1997, 1999, Apertura 2000, Apertura 2002, Clausura 2004 und die Clausura 2005
- Honduranischer Pokalsieger: 1996 und 1999
- Honduranischer Superpokalsieger: 1997
- Copa Interclubes UNCAF: 1999 und 2000
- Salvadorianischer Meister: Clausura 2006